# Coelogyne lentiginosa
Coelogyne lentiginosa är en orkidéart som beskrevs av John Lindley.
Coelogyne lentiginosa ingår i släktet Coelogyne och familjen orkidéer. Inga underarter finns listade i Catalogue of Life.

## Bildgalleri

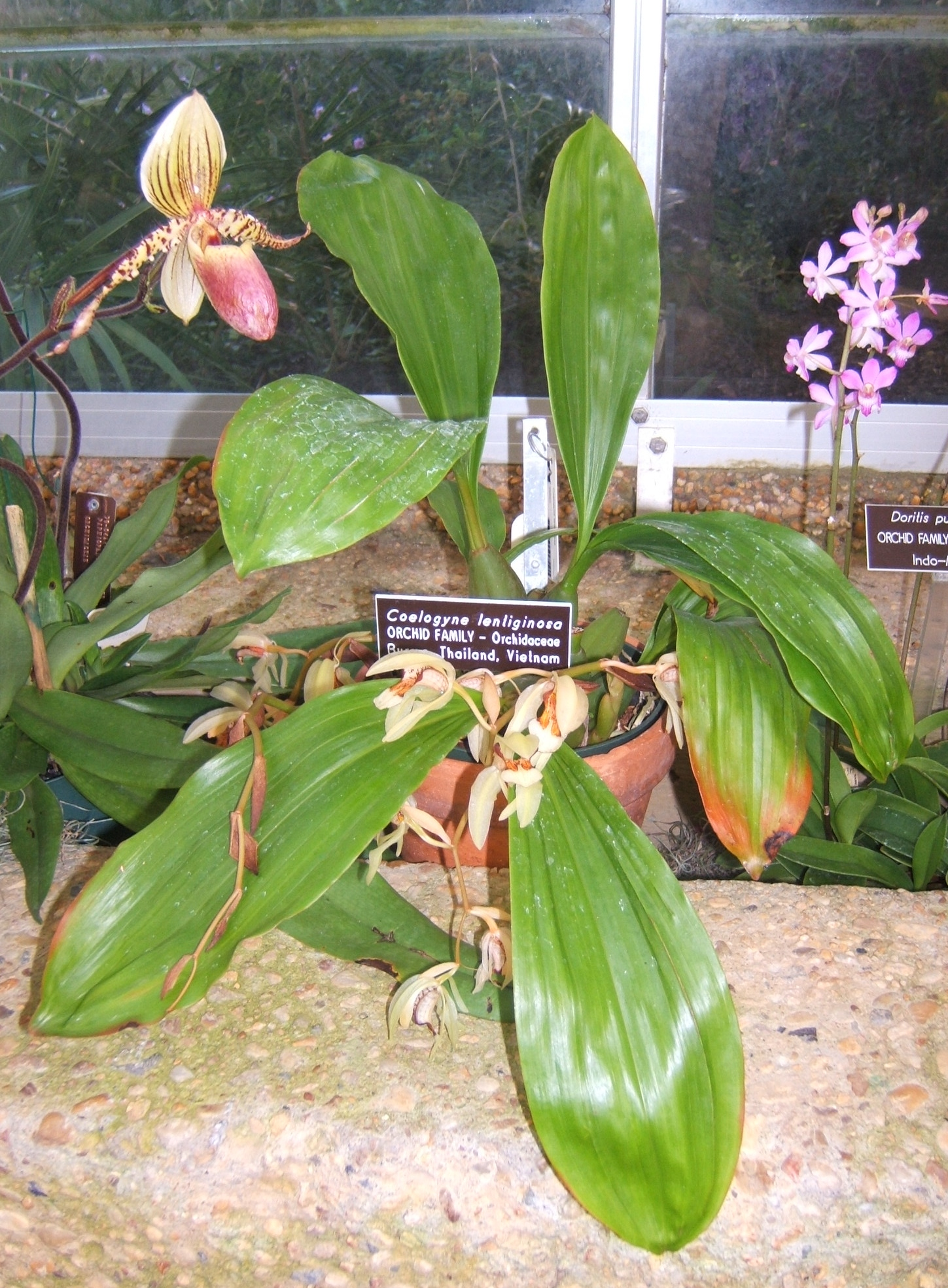
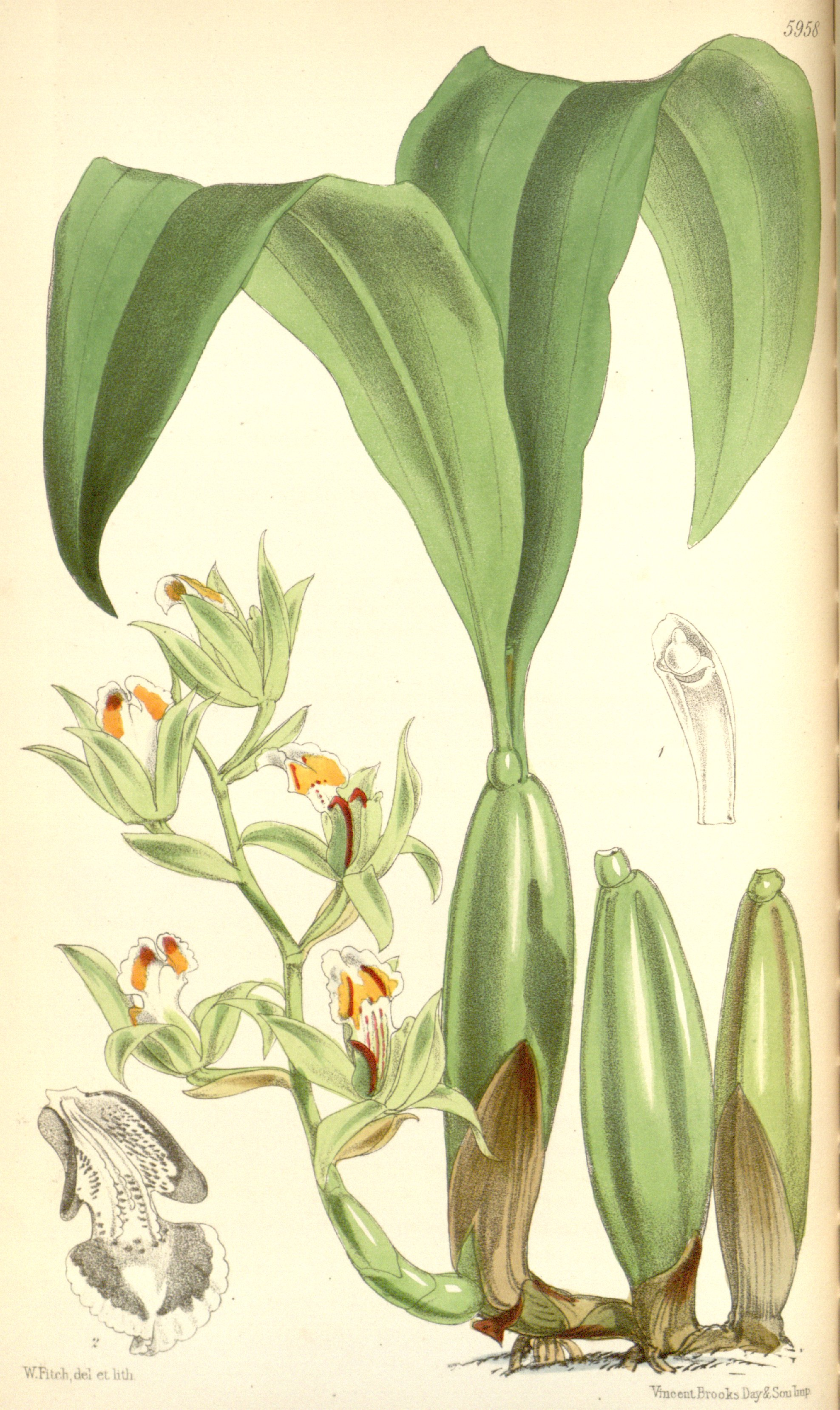